# カウント伯爵
カウント伯爵（Count von Count）とは、アメリカ合衆国の子供向け番組『セサミストリート』のキャラクター。

## 概要
彼の役目は、子供たちに数を教えることである。もちろん数を数えるのは大好きで、サイズや量には関係なく何でも数える。カウント伯爵の姿は、ドラキュラ伯爵を演じた俳優のベラ・ルゴシを元としている。彼の笑い声は「ア・ア・ア！」である。登場初期には､相手を思い通りに動かす催眠能力のようなものを持っており､初登場回では､ブロックを数えるのを止めようとしたバートとアーニーを黙らせ､グローバーがウェイターとして働くレストランでホットドッグを数えるために1口も食べずに注文し続けた回では､途中､注文を断られた際にこの能力で注文を無理やり受けさせている。また､鏡に姿が映らないという設定もあった。
なお、カウント伯爵にはガールフレンド（伯爵夫人）と家族がおり、家族全員には名前がなく、伯爵と同じように笑う。殆どの家族が笑うと雷と稲妻が同時に鳴るが、叔母が笑うと雨が降り、叔父が笑うと雪が降る。
彼はいつも日本語で（オリジナルでは英語で）数を数えるが、スペイン語で数える時がある。
カウント伯爵は初めはジェリー・ネルソンが演じた。ネルソンの健康状態が悪化し人形使いを続けることができなくなってからは、マット・フォーゲルが人形操演を務めたが、それでもネルソンは声を担当していた。2012年にネルソンが亡くなると、翌年にはフォーゲルが声を引き継いだ。
英語の「Count」には「数を数える」と「伯爵」の両方の意味があり、一種のダジャレのネーミングであるが、日本では「カウント・フォン・カウント」ではなく、「カウント伯爵」と訳されている。
1974年2月19日放送のエピソード602で銀行を訪れた際､「1ドル紙幣で全ての預金を引き出したい」と､とんでもなく迷惑な注文をし､実際に銀行員に1ドル紙幣を1枚ずつ手渡させて全ての預金を数えている。その数100万3枚。つまり､預金残高は100万と飛んで3ドルであり､これは当時のドル円相場(1ドル300円)で円に換算すると3億と飛んで900円となる。そのため､彼はおそらくセサミストリート1の大富豪である。この100万ドルの出処については現在まで不明。大学で働いていた過去を明かす回､オスカーに雇われる回､自らの居城に作った学校で教鞭を取る回､エレベーターボーイになる回､など､働いている回は複数存在するが､時系列的に少なくともこの100万ドルには関係ないと見るのが自然な回が多く､また､そもそも全ての報酬を合計しても100万ドルも稼ぐのは現実的ではないため､どこかまた違うところで稼いでいるものと思われる。ちなみに､全ての預金を引き出した目的はあくまでも数えることであり､引き出した金で何を買うわけでもなく､すぐに全額を1ドルずつ数えながら預け直している。

## 担当俳優
- ジェリー・ネルソン
- マット・ヴォーゲル

## 吹き替え声優
- 大竹宏→江原正士（テレビスペシャル版）
- 大川透→桐本拓哉（NHK教育版、USJ版[2]）
- 伊丸岡篤（テレビ東京版、DVD版）
- 不明（NHK Eテレ『エルモのおうちで遊ぼう』、U-NEXT版）
- 西脇保（ザ・シンプソンズ シーズン17『お墓の隣りじゃね眠れない!』）